# Euphorbia herbacea
Euphorbia herbacea es una especie fanerógama perteneciente a la familia de las euforbiáceas.  Es originaria de  Zaire a Zambia.

## Descripción
Es una hierba erecta con una raíz tuberosa de 2-6 x 2,5-8 cm; los tallos de 25-40 cm de alto, delgados, no ramificados; con las hojas alternas.

## Ecología
Se encuentra el los pantanos; en suelo arenoso en abierto arbolado de Brachystegia; a una altitud de ± 1035 metros.

## Taxonomía
Euphorbia herbacea fue descrita por (Pax) Bruyns y publicado en Taxon 55: 413. 2006.
Etimología
Euphorbia: nombre genérico que deriva del médico griego del rey Juba II de Mauritania (52 a 50 a. C. - 23), Euphorbus, en su honor – o en alusión a su gran vientre –  ya que usaba médicamente Euphorbia resinifera. En 1753 Carlos Linneo asignó el nombre a todo el género.
herbacea: epíteto latíno que significa "herbácea".
Sinonimia
- Monadenium herbaceum Pax[5][6]